# Камень (Бжезінський повіт)
Камень (пол. Kamień) — село в Польщі, у гміні Дмосін Бжезінського повіту Лодзинського воєводства.
Населення — 140 осіб (2011).
У 1975-1998 роках село належало до Скерневицького воєводства.

## Демографія
Демографічна структура станом на 31 березня 2011 року:
|          | Загалом | Допрацездатний вік | Працездатний вік | Постпрацездатний вік |
| -------- | ------- | ------------------ | ---------------- | -------------------- |
| Чоловіки | 69      | 18                 | 42               | 9                    |
| Жінки    | 71      | 12                 | 44               | 15                   |
| Разом    | 140     | 30                 | 86               | 24                   |